# Опатковиці (Люблінське воєводство)
Опатковиці (пол. Opatkowice) — село в Польщі, у гміні Пулави Пулавського повіту Люблінського воєводства.
Населення — 450 осіб (2011).
У 1975-1998 роках село належало до Люблінського воєводства.

## Демографія
Демографічна структура станом на 31 березня 2011 року:
|          | Загалом | Допрацездатний вік | Працездатний вік | Постпрацездатний вік |
| -------- | ------- | ------------------ | ---------------- | -------------------- |
| Чоловіки | 232     | 43                 | 170              | 19                   |
| Жінки    | 218     | 48                 | 129              | 41                   |
| Разом    | 450     | 91                 | 299              | 60                   |